# 10 Second Ninja X
10 Second Ninja X ist ein Platformer-Videospiel, das von GameDesignDan und von Four Circle Interactive entwickelt und von Curve Digital veröffentlicht wurde. Das Spiel wurde am 19. Juli 2016 für Windows, PlayStation Vita, PlayStation 4, und Xbox One veröffentlicht. Am 30. Juli 2021 erschien eine Version des Spiels für die Nintendo Switch.

## Gameplay
10 Second Ninja X ist ein Sidescrolling-Puzzle-Platformer. Der Spieler kontrolliert einen Ninja dessen Ziel es ist Roboter innerhalb von 10 Sekunden zu zerstören. Ein Level ist gewonnen wenn der Ninja alle Roboter in 10 Sekunden zerstört. Das Spiel bewertet das abgeschlossene Level mit 1–3 Sternen, um 3 Sternbewertungen zu erhalten, muss das Level in einer schnelleren Zeit abgeschlossen werden.

## Rezeption
10 Second Ninja X erhielt laut Metacritic allgemein positive Bewertungen.